# 275 Sapientia
275 Sapientia è un asteroide della fascia principale del diametro medio di circa 103 km. Scoperto nel 1888, presenta un'orbita caratterizzata da un semiasse maggiore pari a 2,7733499 UA e da un'eccentricità di 0,1609602, inclinata di 4,77006° rispetto all'eclittica.
Il suo nome è dedicato alla Sapienza, alla saggezza.